# Суперсерия 1977/1978
Суперсерия 1977—1978 — очередная серия игр между СССР и профессиональными клубами НХЛ/ВХА. В декабрьских и январских играх приняли участие две сборных СССР и ХК «Спартак» (Москва).

## Сборная СССР-2 — клубы ВХА
- 14.12.1977, «Нью-Ингленд Уэйлерс» — Сб. СССР-2 7:2 (3:1, 3:0, 1:1)
Голы: З.Билялетдинов-2.
- 17.12.1977, «Цинциннати Стингерс» — Сб. СССР-2 4:5 (2:1, 0:2, 2:2)
Голы: А.Волченков-2, А.Волчков, В.Попов, И.Гимаев.
- 18.12.1977, «Индианаполис Рейсерс» — Сб. СССР-2 3:4 (2:0, 1:2, 0:2)
Голы: А.Емельяненко, В.Тюменев, В.Попов, З.Билялетдинов.
- 20.12.1977, «Виннипег Джетс» — Сб. СССР-2 6:4 (2:1, 3:1, 1:2)
Голы: А.Емельяненко, А.Волчков, И.Ромашин, Н.Макаров.
- 21.12.1977, «Эдмонтон Ойлерс» — Сб. СССР-2 5:2 (1:0, 2:1, 2:1)
Голы: В.Тюменев, В.Семенов.
- 23.12.1977, «Хьюстон Аэроз» — Сб. СССР-2 2:6 (0:2, 0:2, 2:2)
Голы: З.Билялетдинов-2, А.Волченков, И.Ромашин, М. Шостак, В.Голубович.
- 26.12.1977, «Бирмингем Буллз» — Сб. СССР-2 6:1 (3:0, 2:1, 1:0)
Гол: В.Голубович.
- 28.12.1977, «Хьюстон Аэроз» — Сб. СССР-2 3:7 (0:2, 1:3, 2:2)
Голы: З.Билялетдинов-2, А.Волчков-2, В.Семенов, А.Емельяненко, Н.Макаров.
- 01.01.1978, «Индианополис Рейсерс» — Сб. СССР-2 2:4 (0:3, 2:1, 0:0)
Голы: В.Тюменев−2, А.Волченков, В.Голубович.
- 03.01.1978, «Квебек Нордикс» — Сб. СССР-2 3:3 (2:0, 0:2, 1:1)
Голы: Тардиф-2, Фитчнер — И.Ромашин, В.Лаврентьев, А.Волчков.

Сб. СССР-2:
10 игр — 3.Билялетдинов (7+5, 8), А.Волчков (5+3, 2), В.Попов (2+6, 2), А. Емельяненко (3+4, 16), И.Гимаев (1+3, 14);
9 игр — В.Назаров (0+8, 2), И.Ромашин (3+4, 2), В.Тюменев (4+2, 10), В.Семенов (2+4, 4), А. Волченков (4+1, 12);
6 игр — В.Лаврентьев (1+8, 18), Н.Макаров (2+3, 2), В.Спиридонов (0+3, 4), С.Гимаев (0+1, 4), С.Коротков (0+0, 4), А.Костылев;
7 игр — В.Брагин (0+2, 2), В.Локотко (0+0, 2), С.Бабарико (22п);
6 игр — В.Голубович (3+2), М. Шостак (1+1, 16);
3 игры — С.Подгорцев (0+1), М.Василенок (19п).

## Сборная СССР — клубы ВХА
- 29.12.1977, Токио, Сборная СССР — «Виннипег Джетс» 7:5 (2:2, 4:3, 1:0)
Голы: 1:0 А.Голиков (В.Голиков, Мальцев, 5), 2:0 Михайлов (Петров, Харламов, 9), 2:1 Хедберг (У.Нильссон, Лонг, 14), 2:2 К.Нильссон (Лидстрем, Салливан, 17), 2:3 Данн (Моффет, 24), 3:3 В.Голиков (А.Голиков, Мальцев, 27), 4:3 Петров (Лутченко, 28), 4:4 Б.Халл (30, бол.), 5:4 Харламов (Петров, Михайлов, 32), 6:4 Цыганков (Петров, 35), 6:5 Гуиндон (Ледук, Данн, 35), 7:5 Анисин (Балдерис, 54).
- Сборная СССР: Третьяк; Цыганков — Гусев, Бабинов — Федоров, Васильев — Первухин; Михайлов — Петров — Харламов, Балдерис — Анисин — Капустин, Мальцев — В.Голиков — А.Голиков, Лебедев.
- «Виннипег»: Мэттсон; Бергман -Лонг, Шеберг — Грин, Данн — Бэйрд; Моффарт — Халл — У.Нильссон, Хедберг — К.Нильссон — Линдстрем, Лабраатен — Салливан — Крыскоу, Пауис — Ледук — Гуиндон.
- 31.12.1977, Токио, Сборная СССР — «Виннипег Джетс» — 4:2 (1:0, 2:1, 1:1)
Голы: 1:0 Первухин (Мальцев, 13), 1:1 Пауис (23), 2:1 Лобанов (Александров, 24), 3:1 Лобанов (Александров, 29), 4:1 Цыганков (Ковин, 52), 4:2 Крыскоу (У.Нильссон, 54)
Сборная СССР: Сидельников; Васильев — Первухин, Цыганков — Лутченко, Бабинов — Федоров, Хатулев; Мальцев — В.Голиков — А.Голиков, Викулов — Лобанов — Александров, Лебедев — Ковин — Шалимов, Балдерис — Анисин — Капустин, Петров.
- 01.01.1978, Токио, Сборная СССР — «Виннипег Джетс» — 5:1 (0:1, 4:0, 1:0)
Голы: 0:1 Пауис (5), 1:1 Харламов (21), 2:1 Цыганков (Петров, Харламов, 21), 3:1 Харламов (Гусев, Цыганков, 27; бол.), 4:1 Петров (Цыганков, 38), 5:1 Лебедев (А.Голиков, Мальцев, 43).
Сборная СССР: Сидельников. В сборной СССР не играла тройка Балдерис — Анисин — Капустин, вместо них играла тройка Петрова.
- 04.01.1978, [Эдмонтон], «Эдмонтон Ойлерс» — Сборная СССР 2:7 (0:2, 1:3, 1:2)
Голы: 0:1 А.Голиков (9), 0:2 Петров (Васильев, Михайлов, 12), 0:3 Петров (Цыганков, Харламов, 26), 1:3 Холанд (Флетт, 28), 1:4 Цыганков (Васильев, Петров, 30), 1:5 Балдерис (Капустин, Анисин, 36), 1:6 Анисин (Капустин, Ю.Федоров, 43), 2:6 Галлиген (Уидинг, Фергюсон, 51; бол.), 2:7 Петров (Михайлов, Харламов, 59).
- Вратари: Драйден — Третьяк. В сборной СССР не играла тройка Викулов — Лобанов — Александров.
- 05.01.1978, Виннипег, «Виннипег Джетс» — Сборная СССР 5:3 (2:0, 2:2, 1:1). Вратари: Дейли — Сидельников (Третьяк, 41).
Голы: 1:0 Б.Халл (К.Нильссон, Шеберг, 3; бол.), 2:0 Б.Халл (Пауис, У.Нильссон, 10; бол.), 3:0 У.Нильссон (Хедберг, Шеберг, 26), 4:0 У.Нильссон (Халл, Хедберг, 27; бол.), 4:1 Александров (Лобанов, Ю.Федоров, 31; бол.), 4:2 Александров (Викулов, Ю.Федоров, 36), 4:3 Первухин (Капустин, Анисин, 43; бол.), 5:3 Б.Халл (Данн, У.Нильссон, 60).
- 07.01.1978, «Квебек Нордикс» — Сборная СССР 3:6 (2:3, 0:1, 1:2). Вратари: Корси — Третьяк.
Голы: 0:1 Цыганков (Фетисов, Харламов, 2), 1:1 Инклэн (Моррис, 5), 1:2 Балдерис (Анисин, 7), 1:3 Харламов (Мальцев, А.Голиков, 9; бол.), 2:3 Дюбэ (П.Бордело, Будриа, 13; бол.), 2:4 Харламов (Фетисов, 21; бол.), 2:5 Мальцев (Первухин, Васильев, 49), 3:5 Фитчнер (57, мен.), 3:6 Анисин (Капустин, Первухин, 58).
- 08.01.1978, «Цинциннати Стингерс» — Сборная СССР 2:9 (1:1, 0:4, 1:4)
Голы: 1:0 Фторек (Лэхачи, Хислоп, 4), 1:1 Капустин (Балдерис, Первухин, 6), 1:2 Михайлов (Харламов, Бабинов, 21), 1:3 Анисин (Капустин, 22), 1:4 Харламов (27), 1:5 Мальцев (Михайлов, Харламов, 27), 2:5 Легге (Хислоп, Коэтс, 29), 2:6 Балдерис (Анисин, Александров, 42), 2:7 Викулов (Лобанов, 44), 2:8 Фетисов (Александров, 44), 2:9 Лобанов (Ковин, В.Голиков, 47).
«Цинциннати»: Дион (Лапуан, 41); Пламб — Мелроуз, Ледук — Хислоп, Эбгролл — Дэдмарш; Лэхачи — Легге — Фторек, Марш — Херрис — Палиган, Коэтс, Ботосом.
Сборная СССР: Третьяк (Сидельников,44); Фетисов — Цыганков, Гусев — Лутченко, Васильев — Первухин, Бабинов; Михайлов — Мальцев — Харламов, Балдерис — Анисин — Капустин, Шалимов — В.Голиков — А.Голиков, Викулов — Лобанов — Александров, Ковин.
- 10.01.1978, «Индианаполис Рейсерз» — Сборная СССР 3:8 (2:1, 0:4, 1:3)
Голы: 0:1 В.Голиков (Васильев, Шалимов, 4), 1:1 Мэггс (8), 2:1 Пэтэнауд (Дрисколл, Мэротт, 14), 2:2 Цыганков (Мальцев, Викулов, 22), 2:3 Капустин (Фетисов, Анисин, 26), 2:4 Харламов (Михайлов, Мальцев, 33; бол.), 2:5 Капустин (Анисин, Фетисов, 35), 2:6 А.Голиков (Ю.Федоров, 43), 2:7 Анисин (Александров, Первухин, 45), 3:7 Томас (Сен-Совэ, Уилкинс, 48), 3:8 Ю.Федоров (Ковин, Лутченко, 55).
- 11.01.1978 «Нью-Ингленд Уэйлерс» — Сборная СССР 4:7 (1:4, 2:2, 1:1)
Голы: 1:0 Кэролл (Роджерс, 5), 1:1 Александров (Лобанов, Викулов, 6), 1:2 Капустин (Первухин, 10), 1:3 Михайлов (Мальцев, Хатулев, 13), 1:4 Анисин (Хатулев, Капустин, 19), 2:4 Маккензи (Кеон, 32), 2:5 Хатулев (36), 2:6 Викулов (Александров, Лобанов, 39), 3:6 Кеон (Маккензи, Селвуд, 40), 3:7 Фетисов (Михайлов, 41), Г.Хоу (Лайл, Селвуд, 45).
«Нью-Инглэнд»: Левассо; Селвуд — Робертс, Марк Хоу — Лей, Максвелл — Марти Хоу; Хенслебен — Баттерс — Г.Хоу, Маккензи — Кеон — Роджерс, Кэролл — Мейер — Антонович, Лайл.
Сборная СССР: Третьяк; вместо Цыганкова играл Хатулев.

Сборная СССР:
9 игр — В.Первухин (2+5, 2), А.Голиков (4+2, 4), В.Васильев (0+3, 2);
8 игр — В.Харламов (7+8), С.Капустин (4+7), Б.Михайлов (3+6, 14), А.Мальцев (2+7, 4), Г.Цыганков (5+3, 10), Б.Александров (3+4, 8), Х.Балдерис (3+3), Ю.Федоров (1+4, 2), В.Голиков (1+2, 7), В.Лутченко (0+2), В.Шалимов (0+1, 2);
7 игр — В.Анисин (6+6, 2), А.Лобанов (3+5, 6), В.Викулов (2+3, 2), В.Ковин (0+3, 6);
6 игр — В.Хатулев (1+2, 2), В.Третьяк (17п);
5 игр — В.Петров (5+4, 2), В.Фетисов (2+6, 6), С.Бабинов (0+0, 6), А.Сидельников (10п);
4 игры — А.Гусев (1+1);
3 игры — Ю.Лебедев (1+0).

## «Спартак» Москва — клубы НХЛ
- 28.12.1977, Ванкувер, «Ванкувер Кэнакс» — «Спартак» (Москва) 2:0 (0:0, 1:0, 1:0)
Голы: Блайт (Стюарт,34), Блайт (Гиллис,Гуденау,45).
«Ванкувер»: Ридли; Каннегиссер — Кирнс, Грисдейл — Снейгтс, Гуденау — Макилхарджи; Блайт — Левер — Вервергаерт, Оддлейфсон — Грейвз — Гасофф, Гиллс — О’Флаерти — Монэхэн, Стюарт.
«Спартак»: Пашков; Ляпкин — Терехин, Куликов — Марков, Тюрин — Глухов, Кузнецов; Климов — Расько — Якушев, Евстифеев — Трунов — Баринев, Котов — Репнев — Бодунов, Кабанов.
- 03.01.1978, Денвер, «Колорадо Рокиз» — «Спартак» (Москва) 3:8 (0:2, 2:3, 1:3)
Голы: 0:1 Бодунов (Глухов, Крылов, 10), 0:2 Якушев (Шадрин, Климов, 20), 0:3 Бодунов (Расько, Глухов, 23), 1:3 Гарднер (Китчен, Ван Боксмеер, 26), 2:3 Сузор (Спрус, 28), 2:4 Куликов (Якушев, Ляпкин, 34), 2:5 Баринев (Трунов, Евстифеев, 37), 2:6 Терехин (Якушев, 41), 2:7 Куликов (21, бол.), 2:8 Бодунов (Глухов, Якушев, 54; бол.), 3:8 Сузор (Спрус, 60; бол.).
«Колорадо»: Фэвелл (Маккензи); Ван Боксмеер — Бек, Эдур — О’Брайен, Овчар — Китчен; Пьерс — Пейман — Арнасон, Хадсон — Пайатт, Андрафф, Дюпер — Кроть — Джодзио, Гарднер, Спрус.
"Спартак: Пашков; Ляпкин — Терехин, Куликов — Марков, Тюрин — Глухов; Климов — Шадрин — Якушев, Евстифеев — Трунов — Баринев, Котов — Репнев — Лубкин, Крылов — Расько — Бодунов.
- 05.01.1978, Сент-Луис, «Сент-Луис Блюз» — «Спартак» (Москва) 1:2 (0:1, 1:1, 0:0)
Голы: 0:1 Бодунов (Глухов, Терехин, 3), 0:2 Бодунов (Марков, 32), 1:2 Унгер (Фэйрбейрн, 40).
«Сент-Луис»: Джонстон (Майр, 30); Фриг — Аффлек, Плагер — Сейлинг, Хесс — Гиббс; Пэйти — Унгер — Беренсон, Саттер — Фэйрбейрн — Хаммарстрем, Беннетт — Холт — Федерко, Робертс, Бурбоннэ.
«Спартак»: Дорощенко; Ляпкин — Терехин, Куликов — Марков, Тюрин — Глухов; Климов — Шадрин — Якушев, Евстифеев — Трунов — Баринев, Котов — Репнев — Лубкин, Крылов — Расько — Бодунов.
- 06.01.1978, Монреаль, «Монреаль Канадиенс» — «Спартак» (Москва) 5:2 (0:0, 2:0, 3:2)
Голы: 1:0 Лефлер (Ларуш, Робинсон, 30; бол.), 2:0 Гейни (Уль, Савар, 31), 3:0 Лемэр (Лефлер, Шатт, 48), 4:0 Ламбер (Уль, Робинсон, 50), 5:0 Лефлер (Лемэр, Робинсон, 53), 5:1 Баринев (Трунов, 54), 5:2 Евстифеев (Баринев, Трунов, 59)
«Монреаль Канадиенс»: Драйден (Ларок, 31); Савар — Робинсон, Найроп — Бушар, Чартроу; Уль — Джарвис — Гейни, Лафлер — Лемэр — Шатт, Курнуайе — Мондю — Райсбро, Трамбле — Ларуш — Ламбер.
«Спартак»: Пашков; Кузнецов — Терехин, Тюрин — Глухов, Куликов — Марков; Климов — Шадрин — Якушев, Крылов — Расько — Бодунов, Евстифеев — Трунов — Баринев, Котов — Репнев — Лубкин, Кабанов.
- 08.01.1978, Атланта, «Атланта Флеймз» — «Спартак» (Москва) 1:2 (0:1, 1:0, 0:1)
Голы: 0:1 Терехин (Шадрин, 17), 1:1 Вайл (Шуинар, 38; бол.), 1:2 Расько (Шадрин, Терехин, 46).
«Атланта»: Беланже; Риббл — Малер, Редмон — Шенд, Ки — Захарко, Хьюстон; Лэланд — Клемент — Макмиллан, Дияск — Шуинар — Комо, Гулд — Симпсон — Филипофф, Плегг, Вайл.
«Спартак»: Дорощенко; Куликов — Марков, Кузнецов — Терехин, Тюрин — Глухов; Евстифеев — Трунов — Баринев, Расько — Шадрин — Якушев, Климов — Котов — Репнев, Кабанов — Крылов — Лубкин.

«Спартак» Москва:
5 матчей — А.Якушев (1+3, 0), С.Глухов (0+4, 0), Ю.Терехин (2+1, 6), А.Баринев (2+1, 0), В.Трунов (0+3, 4), А.Куликов (2+0, 2), В.Евстифеев (1+1, 4), В.Расько (1+1, 0), Ю.Тюрин (0+1, 9), В.Марков (0+1, 2), К.Климов (0+1, 0), В.Репнев (0+0, 2), С.Котов (0+0, 0);
4 матча — А.Бодунов (5+0, 0), В. Шадрин (0+3, 4), Г.Крылов (0+1, 0), В.Лубкин (0+0, 7);
3 матча — А.Пашков (8п, 2), Ю.Ляпкин (0+1, 0), В.Кузнецов (0+0, 2), А.Кабанов (0+0, 0);
2 матча — В.Дорощенко (4п, 0).
За «Спартак» выступали: А.Пашков («Химик»), В.Кузнецов, Ю.Терехин, Ю.Тюрин, С.Глухов, К.Климов, В.Расько, А.Бодунов, С.Котов, В.Репнев, А.Кабанов (все — «Крылья Советов»).